# Ophélie (poème)
Pour l’article homonyme, voir Ophélie.
Ophélie est un poème d'Arthur Rimbaud écrit en 1870.

Peinture murale de Mehdi Amghar à Charleville-Mézières, représentant Ophélie et des vers du poème.

Le manuscrit autographe, non daté, est conservé à la British Library. Il fait partie des poèmes remis à Paul Demeny et donc de ce qui est appelé le Cahier de Douai. 
Le poème figure, dans un texte un peu différent, dans la lettre adressée par Rimbaud le 24 mai 1870 à Théodore de Banville. Il existe un autre autographe, qui appartint à Georges Izambard.
Ce poème fait référence au personnage shakespearien Ophélie, héroïne d'Hamlet, amoureuse désespérée et délaissée qui finira par se noyer, après être tombée dans la folie. Mais il semble aussi dépeindre le tableau du même nom du peintre britannique préraphaélite John Everett Millais.
Ophélie a été publié pour la première fois dans Reliquaire, poésies, L. Genonceaux, 1891.